# Каральо, Мильтон
Мильтон Хоэль Каральо Перес (исп. Milton Joel Caraglio Pérez; родился 1 декабря 1988 года, Росарио, Аргентина) — аргентинский футболист, нападающий клуба «Венадос».

## Клубная карьера
Каральо начал карьеру в клубе «Росарио Сентраль». В 2007 году в матче против «Сан-Лоренсо де Альмагро» он дебютировал в аргентинской Примере. 15 ноября 2008 года в поединке против «Уракана» Мильтон забил свой первый гол за «Росарио Сентраль». В 2010 году он был на просмотре в английском «Вест Хэм Юнайтед», но контракт не был заключён. Летом 2011 года Каральо перешёл в американский «Нью-Инглэнд Революшн». 7 августа в матче против «Чивас США» он дебютировал в MLS. 21 августа в поединке против «Нью-Йорк Ред Буллз» Мильтон сделал «дубль», забив свои первые голы за «Нью-Ингланд Революшн».
В начале 2012 года он перешёл в чилийский «Рейнджерс» из Тальки. 28 января в матче против «Депортес Ла-Серена» Мильтон дебютировал в чилийской Примере. В этом же поединке Каральо забил свой первый гол за «Рейнджерс».
В начале 2013 года он на правах аренды перешёл в итальянский «Пескара». 27 января в матче против «Сампдории» Мильтон дебютировал в итальянской Серии A. Летом того же года Каральо на правах аренды перешёл в «Арсенал» из Саранди. 3 августа в матче против «Эстудиантес» он дебютировал за новую команду. 20 октября в поединке против «Тигре» Каральо забил свой первый гол за «Арсенал». В том же году он стал обладателем Кубка Аргентины. 26 февраля 2014 года в матче Кубка Либертадорес против венесуэльского «Депортиво Ансоатеги» Мильтон забил мяч.
Летом 2014 года он на правах аренды присоединился к «Велес Сарсфилд». 12 августа в матче против «Тигре» Каральо дебютировал за новую команду. В этом же поединке Мильтон забил свой первый гол за «Велес Сарсфилд».
В начале 2016 года Каральо перешёл в мексиканский «Дорадос де Синалоа». 31 января в матче против столичной «Америки» он дебютировал в мексиканской Примере. 22 февраля в поединке против «Пуэблы» Мильтон забил свой первый гол за «дорад». Летом того же года Каральо присоединился к «Тихуане». 16 июля в матче против «Монаркас Морелия» он дебютировал за новую команду. 30 июля в поединке против «Гвадалахары» Мильтон забил свой первый гол за «Тихуану», реализовав пенальти.
Летом 2017 года Каральо перешёл в «Атлас». 23 июля в матче против «Леона» он дебютировал за новую команду. В этом же поединке Мильтон забил свой первый гол за «Атлас». Летом 2018 года Каральо перешёл в «Крус Асуль». 22 июля в матче против «Пуэблы» он дебютировал за новую команду. В этом же поединке Мильтон забил свой первый гол за «Крус Асуль», реализовав пенальти.

## Достижения
Командные
 «Арсенал» (Саранди)
- Обладатель Кубка Аргентины — 2012/2013